# Esi Edugyan
Esi Edugyan (ur. 1977 w Calgary) – kanadyjska pisarka, dwukrotna laureatka Giller Prize.

## Życiorys
Urodziła się w 1977 roku w Calgary, w rodzinie imigrantów z Ghany. Zaczęła pisać w wieku kilkunastu lat. W 1999 roku ukończyła studia pierwszego stopnia w dziedzinie pisania kreatywnego na University of Victoria. Wśród jej wykładowców byli m.in. Patrick Lane i Jack Hodgins. Następnie kontynuowała studia na Uniwersytecie Johnsa Hopkinsa, gdzie w 2001 jako pracę magisterską złożyła zbiór opowiadań The Bone House and Other Stories.
Zadebiutowała powieścią The Second Life of Samuel Tyne (2004) o ghańskim imigrancie w Kanadzie, który osiada w prowincjonalnym miasteczku w Albercie założonym przez Afroamerykanów. Opis miejscowości oparty został na prawdziwej historii Amber Valley w Albercie. Powieść zyskała nominację do nagrody Hurston/Wright Legacy Award, a także ukazała się na zagranicznych rynkach. Pomimo udanego debiutu, manuskrypt kolejnej powieści Edugyan nie znalazł wydawcy.
Podczas stypendium literackiego w Schloss Solitude w Stuttgarcie (2006–2007) nauczyła się języka niemieckiego i zaczęła pracę nad powieścią Half-Blood Blues, której inspiracją była historia dzieci pochodzących z międzyrasowych związków niemieckich kobiet z afrykańskimi kolonialnymi wojskowymi z okresu I wojny światowej. Half-Blood Blues (2011) opisuje losy afroamerykańskich muzyków jazzowych występujących z powodzeniem w czasach Republiki Weimarskiej, których życie drastycznie zmienia się wraz z dojściem do władzy NSDAP. Pomimo problemów ze znalezieniem wydawcy, gdy powieść ukazała się, zdobyła szereg nagród: Giller Prize (2011), Ethel Wilson Fiction Prize (2012) oraz Anisfield-Wolf Book Award (2012), a także znalazła się w finale The Man Booker Prize for Fiction i Orange Prize.
Trzecia powieść Edugyan, Washington Black (2018), opowiada o jedenastoletnim niewolniku na plantacji w Barbadosie w latach 30. XIX wieku, który służy bratu właściciela plantacji przy ucieczce balonem na północ. Książka przyniosła autorce drugą nagrodę Giller Prize oraz kolejną nominację do nagrody Bookera.
Twórczość Edugyan ukazała się także w takich antologiach, jak Best New American Voices 2003, Revival: An Anthology of Black Canadian Writing (2006) oraz New Daughters of Africa (2019).
Mieszka z mężem – pisarzem Stevenem Priceʼem – i dwójką dzieci w Victorii.

## Twórczość
- 2004: The Second Life of Samuel Tyne
- 2011: Half-Blood Blues
- 2014: Dreaming of Elsewhere: Observations on Home (literatura faktu)[6]
- 2018: Washington Black, wyd. pol.: Washington Black. Bohdan Maliborski (tłum.). Świat Książki, 2020. ISBN 978-83-8139-375-1. Brak numerów stron w książce
- 2021: Out of the Sun. On Race and Storytelling (eseje)[7]